# Mariniersbrigade in Nederlands-Indië
Tot de oprichting van de Mariniersbrigade (1943-1949) werd tijdens de Tweede Wereldoorlog besloten door de Nederlandse regering in ballingschap. De nieuw te vormen eenheid zou een bijdrage moeten leveren aan de geallieerde oorlogsinspanning tegen Japan en meer in het bijzonder aan de bevrijding van Nederlands-Indië. Drijvende kracht achter dit initiatief was de kolonel der mariniers M. R. de Bruyne.
De Mariniersbrigade werd een zelfstandig opererende eenheid ter sterkte van circa 5000 man. Ze was in staat tot het uitvoeren van amfibische landingen, had drie infanteriebataljons als kern en was verder uitgerust met de nodige landingsvaartuigen, artillerie en tanks.

## In opleiding
In 1943 werd een zogenaamde ‘kernkadergroep’ gevormd, die bestond uit 175 militairen van het Korps Mariniers hoofdzakelijk afkomstig uit Curaçao, en andere beroepsmilitairen die uit handen van de vijand waren gebleven. Ruim honderd leden van de kernkadergroep deden oorlogservaring op tijdens een detachering bij de Prinses Irene Brigade, die na de invasie in Normandië werd ingezet op het vasteland van Europa, waaronder het Zuiden van Nederland. De Mariniersbrigade werd later op sterkte gebracht met oorlogsvrijwilligers uit bevrijd Nederland. Organisatie, uitrusting en bewapening waren op Amerikaanse leest geschoeid. De meeste mariniers kregen hun opleiding in de Verenigde Staten, met name in Camp Lejeune, het grote opleidingscentrum van het United States Marine Corps (USMC) in Noord-Carolina. Van daaruit werden veel mariniers doorgezonden naar Camp Davis, nabij Wilmington in dezelfde staat, om opgeleid te worden voor diverse specialismen binnen de brigade. In dat kamp werden de mariniers ook bij hun uiteindelijke bataljon en compagnie ingedeeld.
Aan de ruimhartige Amerikaanse steun bij de totstandkoming van de Nederlandse mariniersbrigade is een aardige anekdote verbonden. De commandant van het USMC, generaal Thomas Holcomb, was enthousiast voor het plan om een Nederlandse mariniersbrigade van de grond te krijgen en heeft daarvoor met succes gelobbyd bij de militaire top van de Verenigde Staten. Een belangrijk motief hierbij vormden ervaringen die hij had opgedaan toen hij als jong officier dienstdeed bij de Amerikaanse legatiewacht in Peking. Tijdens knokpartijen in het uitgaansleven aldaar waren de Amerikaanse mariniers in de minderheid tegenover de landmachtmilitairen van de andere buitenlandse mogendheden. Zij waren dan ook blij toen ze tussen 1913 en 1923 versterking kregen van collega-mariniers uit Nederland die Hr. Ms. gezantschap in Peking gingen bewaken. Dat schiep een band die twintig jaar later deuren zou openen die anders gesloten zouden zijn gebleven.

## Naar Indië
Toen in augustus 1945 Japan was verslagen en Soekarno en Hatta de Republiek Indonesië hadden uitgeroepen, ontstond een nieuwe situatie. Het werd al spoedig duidelijk dat de brigade, in plaats van tegen Japan te vechten, zou worden ingezet voor het herstel en de handhaving van het Nederlandse gezag in Indië. Een confrontatie met de strijdkrachten van de Indonesische nationalisten zou dan onvermijdelijk zijn. De Amerikanen, die van herstel van de oude koloniale verhoudingen niets moesten hebben, trokken alle faciliteiten voor de Nederlandse mariniers in. Wegens gebrek aan scheepsruimte – Nederland had zijn koopvaardijvloot uitgeleend aan de geallieerden – zou het nog enige maanden duren voordat de circa 4.000 mariniers in de Verenigde Staten scheep konden gaan naar Nederlands-Indië.
Eind 1945 arriveerde het troepenschip Noordam met 2.000 mariniers aan boord in de Indonesische wateren. De Britten, die het militaire gezag over Indonesië uitoefenden, weigerden echter Nederlandse troepen toe te laten. Desondanks lukte het één bataljon om nabij Batavia te ontschepen. De overige mariniers werden in Malakka aan land gebracht. Daar voegde zich later het tweede echelon bij ter sterkte van ruim 2.000 man, dat was aangevoerd met het troepenschip Bloemfontein. In maart 1946 werden de Nederlandse troepen uiteindelijk in Indonesië toegelaten. Een maand later arriveerde uit Nederland het koopvaardijschip Boissevain met nog eens 800 mariniers aan boord. De mariniers werden gelegerd in de marinehaven Soerabaja in Oost-Java, het toekomstige operatiegebied van de brigade. Tezamen met eenheden van de landmacht vormden zij de zogenaamde ‘A-divisie’.

## Veiligheidsdienst
De VDMB, de veiligheidsdienst van de Mariniersbrigade, viel rechtstreeks onder de commandant Marbrig via de S2 (hoofd sectie inlichtingen), een der stafofficieren op het hoofdkwartier van de Marbrig in Soerabaja. Te velde ressorteerde de VDMB onder de BN2 (hoofd sectie inlichtingen) van het betreffende inbat. De dienst bestond uit Indische Nederlanders, die, omdat ze de taal van het land spraken, contacten onderhielden met de inlandse hoofden. Zij werden geplaatst op een buitenpost, waar zij gegevens probeerden te verzamelen, wat een zeer gevaarlijke taak was. 's Nachts gingen de leden van de WDMB mee op patrouille; dat was omdat zij zo direct krijgsgevangenen konden verhoren. Daarnaast was het een taak om het vertrouwen van de bewoners van de dessa's te winnen.
Een van de bekendste figuren van de VDMB was de geboren Soerabajees G.N. Hakkenberg. Een VDMB-detachement bestond meestal uit drie of vier mariniers OVW of dienstplichtingen, onder leiding van een korporaal, die tijdelijk benoemd was tot sergeant. Een dergelijk detachement werd aangevuld met een aantal burgers, de employés speciale diensten, die meestal als verhoorder optraden. Tegenstanders van de VDMB te velde waren zogenaamde rampokkers (plunderaars), fanatieke religieuze sekten en politieke agitatoren, die opriepen tot aanslagen en soldaten van het geregelde Indonesische leger.

## In actie

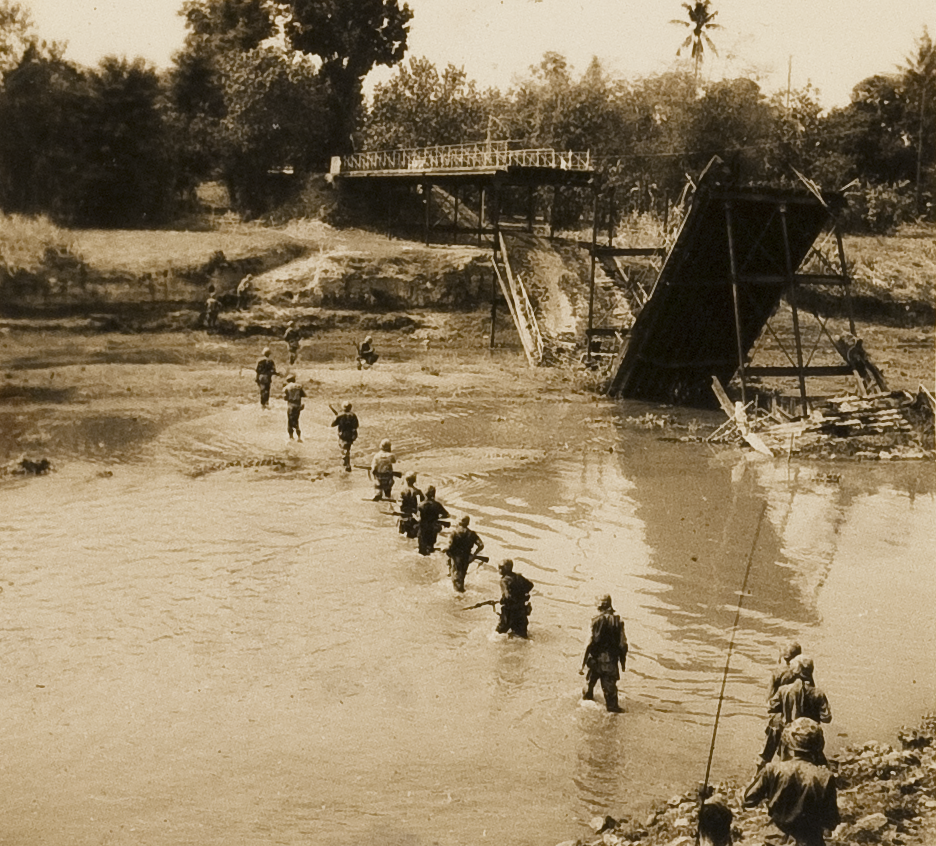
Mariniers rukken op, op Java

De bezetting van Soerabaja door de Britten, in het najaar van 1945, was gepaard gegaan met hevig verzet van de Indonesische nationalisten. Aan weerszijden waren daarbij veel slachtoffers gevallen. Toen de Nederlandse troepen de posities van de Britten overnamen kregen zij direct te maken met de dreiging van een Indonesische aanval op de stad. De mariniers reageerden hierop met zuiveringsacties in de omgeving. Geleidelijk aan werd de enclave Soerabaja uitgebreid, maar schermutselingen tussen beide partijen bleven aan de orde van de dag.
Medio 1947 begon Nederland een militaire operatie, de zogeheten Eerste politionele actie. De troepen in Soerabaja kregen opdracht de nationalistische strijdkrachten (TNI en daaraan gerelateerde strijdgroepen) uit het grootste deel van Oost-Java te verdrijven en dit gebied te bezetten. De aanval werd op verschillende plaatsen ingezet. De mariniers voerden op twee plaatsen een amfibische landing uit op de Javaanse oostkust, bij Pasir Poetih en in de Menengbaai. Tegelijkertijd doorbraken eenheden van mariniers en landmacht de omsingeling van de enclave Soerabaja. Na zware gevechten werden de gestelde doelen bereikt. Op het eind van de actie werd ook het eiland Madoera bezet, waar volgens de berichten een ontstellende hongersnood zou heersen, wat inderdaad bleek te kloppen.
Na de politionele actie werd tussen de strijdende partijen een troepenscheidingsovereenkomst gesloten. De Indonesische strijdkrachten trokken weg uit het bezette gebied. Maar na verloop van tijd keerden zij in het geheim weer terug en dat leidde tot toenemende guerrilla-activiteit. De sterkte van de Nederlandse troepen bleek onvoldoende om het veroverde gebied onder controle te houden.
Ondertussen was de personele samenstelling van de Mariniersbrigade ingrijpend gewijzigd. In de loop van 1948 werden de meeste oorlogsvrijwilligers gedemobiliseerd en gedeeltelijk vervangen door onervaren dienstplichtige mariniers uit Nederland. De sterkte van de Mariniersbrigade liep toen terug tot ruim 4.000 man.
De verslechterende militaire situatie deed de Nederlandse autoriteiten eind 1948 besluiten tot de Tweede politionele actie, die tot doel had om door een aanval op Midden-Java – het bolwerk van de nationalisten - en andere Republikeinse gebieden, de Republiek definitief van de kaart te vegen. De mariniers leverden hun bijdrage aan de verovering van Midden-Java door een actie die wederom werd ingeleid door een amfibische landing in Republikeins gebied. De Tweede politionele actie was militair een gedeeltelijk succes. Heel Java werd bezet en op Sumatra werd terreinwinst geboekt. Maar de Nederlandse troepen slaagden er niet in om de strijdkrachten van de Republiek een beslissende nederlaag toe te brengen en nu een nog groter gebied gecontroleerd moest worden, namen de problemen met de guerrilla-activiteit van de nationalisten in omvang toe. Bovendien had de actie tot gevolg dat de buitenlandse druk op Nederland om in te binden alleen maar sterker werd.
Medio 1949 kwam het tot een ommekeer in het Nederlandse beleid; er werden onderhandelingen geopend die zouden leiden tot de soevereiniteitsoverdracht later dat jaar. Op 7 juni 1949 werd de Mariniersbrigade, na drie en een half jaar aanwezigheid in de Indische gewesten, als zodanig opgeheven en gereorganiseerd. Deze reorganisatie was het noodzakelijke gevolg van de inkrimping van het personeel. Veel gesneuvelden zijn op het Ereveld Kembang Kuning begraven.